# Pen-Ek Karaket
Pen-Ek Karaket (Bangkok, 18 de marzo de 1990) es un deportista tailandés que compitió en taekwondo. Ganó una medalla en los Juegos Asiáticos de 2010, y dos medallas en el Campeonato Asiático de Taekwondo en los años 2010 y 2012.

## Palmarés internacional
| Juegos Asiáticos    | Juegos Asiáticos             | Juegos Asiáticos | Juegos Asiáticos |
| Año                 | Lugar                        | Medalla          | Categoría        |
| ------------------- | ---------------------------- | ---------------- | ---------------- |
| 2010                | Cantón (China)               | Medalla de plata | –58 kg           |
| Campeonato Asiático |                              |                  |                  |
| Año                 | Lugar                        | Medalla          | Categoría        |
| 2010                | Astaná (Kazajistán)          | Medalla de oro   | –58 kg           |
| 2012                | Ciudad Ho Chi Minh (Vietnam) | Medalla de plata | –58 kg           |